# Droogmansia dorae
Droogmansia dorae är en ärtväxtart som beskrevs av Antonio Rocha da Torre. Droogmansia dorae ingår i släktet Droogmansia och familjen ärtväxter. Inga underarter finns listade i Catalogue of Life.